# Zágon Gyula
Zágon Gyula (Kaposszekcső, 1904. július 26. - Budapest, 1990. november 27.) magyar festőművész, szobrász, rajztanár, bábjátékos.

## Élete, alkotói munkássága
Kaposszekcsőn született 1904. július 26-án. Az Államigazgatási Főiskolán végzett, mely után jegyző volt Apatinban 1945-ig, majd Szigetvár járási főjegyzője lett 1951-ig. Tanítói oklevelet és rajztanári diplomát is szerzett. 1951-től nyugdíjazásáig, 1969-ig általános iskolai rajztanárként dolgozott Szigetváron, ahol szakkört is vezetett.
A képzőművészettel Mosdóson, a Rippl-Rónai József vezette szabadiskolában kezdett megismerkedni még 1919-ben. Később már folyamatos alkotói tevékenységet folytatott: festett, rajzolt, faragott, metszeteket készített, szobrokat mintázott. Freskói, fa- és rézdomborításai középületeket díszítenek. Legszívesebben a középkor ismert történelmi alakjait faragta fába. 1966-ban a szigetvári vár elestének 400 éves évfordulójára meghirdetett országos pályázati kiállításon első díjat nyert. Tagja volt a Berzsenyi Irodalmi és Művészeti Társaságnak, számos egyéni és csoportos kiállítása volt. Mindezeken túl bábjátékkal is foglalkozott: 1946-ban iskolai nevelőként bábcsoportot szervezett Szigetváron, Pécsett pedig létrehozta a későbbi Bóbita Bábszínház elődjét 1951-ben, melynek tíz éven át vezetője volt.

## Díjai, kitüntetései
- 1980: Szigetvár Város Díszpolgára

## Egyéni kiállításai (válogatás)
- 1951 - MNDSZ-helyiség, Szigetvár
- 1959 - TIT Bartók Béla-klub, Pécs
- 1967 - SZMT-könyvtár, Pécs
- 1969 - Városi Művelődési Ház, Szigetvár
- 1975 - Vár, Szigetvár
- 1977 - Városi Művelődési Központ, Dombóvár
- 1978 - BARANYAKER "Új Tükör" klubja, Pécs
- 1980 - Kilián György Ifjúsági és Úttörő Művelődési Központ, Kaposvár
- 1982 - Körzeti Művelődési Ház és Könyvtár, Gyönk
- 1982 - Konzervgyár, Nagyatád
- 1983 - Zeneiskola, Szigetvár (állandó kiállítás)
- 1983 - Komárom megyei Művelődési Központ, Tata
- 1984 - Dzsámi, Szigetvár

## Művei

### Köztéri művek
- 1848-as emlékmű (1948, Szigetvár)
- Zrínyi Miklós (gipsz mellszobor, 1962, Zrínyi Miklós Gimnázium, Szigetvár)
- Radnóti Miklós (emléktábla, 1975, Mohács)
- Zrínyi Miklós (kő mellszobor, Eötvös Loránd Tudományegyetem, Budapest)

### Könyvillusztrációk
- Galambosi László: A Kőliliom vára. Szigetvári városi Tanács V. B. művelődésügyi osztálya, Szigetvár, 1970.